# Lechosław Rybarczyk
Lechosław Rybarczyk (ur. 5 stycznia 1943 w Poznaniu) – polski motorowodniak, wielokrotny mistrz świata i Europy w kategorii S-550, zawodnik KS Posnania.

## Kariera sportowa
Od 1983 jest zawodnikiem Posnanii, w której pełnił także funkcję kapitana sportowego sekcji motorowodnej i trenera.
W swojej karierze zdobył cztery tytuły mistrza świata (2001, 2002, 2006, 2008), jedenaście tytułów mistrza Europy (1995, 1997, 2000, 2001, 2002, 2003, 2004, 2006, 2007, 2008, 2009), a także cztery tytuły wicemistrza świata (2003, 2004, 2007, 2009), trzy tytuły wicemistrza Europy (1996, 1998, 1999), brązowy medal mistrzostw świata (2005) – wszystkie w kategorii S-550.